# La Légende du grand bouddha
Pour plus de détails, voir Fiche technique et Distribution.
La Légende du grand bouddha (大仏開眼, Daibutsu kaigen) est un film japonais réalisé par Teinosuke Kinugasa, sorti en 1952.

## Synopsis
En l'an 745 apr. J.-C., alors que la capitale est déplacée à Nara, un jeune sculpteur est désigné par les autorités pour fondre une gigantesque statue de Bouddha mais il devra faire face à plusieurs oppositions.

## Fiche technique
- Titre français : La Légende du grand bouddha[1],[2]
- Titre original : 大仏開眼 (Daibutsu kaigen?)
- Réalisation : Teinosuke Kinugasa
- Assistant réalisateur : Kenji Misumi
- Scénario : Teinosuke Kinugasa et Ryūichirō Yagi
- Musique : Ikuma Dan
- Photographie : Kōhei Sugiyama
- Société de production : Daiei
- Pays d'origine :  Japon
- Langue originale : japonais
- Genre : drame
- Durée : 129 minutes[3] (métrage : 13 bobines - 3 524 m[3])
- Dates de sortie : 
  - Japon : 13 novembre 1952[3]

## Distribution
- Shinobu Araki : Ryōben
- Kōtarō Bandō
- Kazuo Hasegawa : Kunihito Tateto
- Sumiko Hidaka : Morime Ōmiya
- Tatsuya Ishiguro
- Ryōsuke Kagawa
- Toshiaki Konoe
- Kanji Koshiba
- Yatarō Kurokawa : Nakamaro Fujiwara
- Machiko Kyō : Mayame
- Mitsuko Mito : Sakuyako Tachibana
- Shozo Nanbu
- Shintarō Nanjō
- Jōji Oka : Naramaro Tachibana
- Denjirō Ōkōchi : Gyōki
- Sakae Ozawa : Kimimaro Kuninaka
- Mitsusaburō Ramon : Sakamaro
- Taiji Tonoyama
- Kenjirō Uemura : Shōnan Shinjō

## Distinctions
Le film a été présenté en sélection officielle en compétition au Festival de Cannes 1953.